# 로언 조페이
로언 조페이(영어: Rowan Joffé, 1973년 ~ )는 영국의 영화 감독, 영화 각본가이다. 영화 《28주 후》(2007)의 각본을 썼고, 니콜 키드먼 주연의 영화 《내가 잠들기 전에》(2014)를 연출하였다. 영화 감독 롤랑 조페의 아들이다.

## 작품 목록
- 비밀정보원: 인 더 프리즌 (각본)